# Еділбек
Еділбек (узб. Edilbek, Эдилбек) — міське селище в Узбекистані, у Яккабазькому районі Кашкадар'їнської області.
Статус міського селища з 2009 року.